# Sheldon Day
Sheldon Day (Indianapolis, 1º luglio 1994) è un giocatore di football americano statunitense che milita nel ruolo di defensive tackle per i Washington Commanders della National Football League (NFL).

## Carriera

### Jacksonville Jaguars
Al college, Day giocò coi Notre Dame Fighting Irish dal 2012 al 2015, venendo inserito nel Second-team All-American nell'ultima stagione. Fu scelto nel corso del quarto giro (103º assoluto) del Draft NFL 2016 dai Jacksonville Jaguars. Debuttò come professionista subentrando nella gara del primo turno contro i Green Bay Packers. Il 18 novembre 2017 fu svincolato.

### San Francisco 49ers
Due giorni dopo, Day firmò con i San Francisco 49ers. Il 2 febbraio 2020 partì come titolare nel Super Bowl LIV in cui mise a segno un tackle ma i 49ers furono sconfitti per 31-20 dai Kansas City Chiefs.

### Indianapolis Colts
Il 26 marzo 2020 Day firmò un contratto di un anno con gli Indianapolis Colts. Il 6 settembre fu inserito in lista infortunati.

### Cleveland Browns
Il 30 dicembre 2020 Day firmò con i Cleveland Browns.

### Minnesota Vikings
Il 14 dicembre 2022 Day firmò con la squadra di allenamento dei Minnesota Vikings.

### Washington Commanders
Day firmò con la squadra di allenamento dei Washington Commanders il 28 agosto 2024.

## Palmarès
- National Football Conference Championship: 1

San Francisco 49ers: 2019